# Kristijan II.
Kristijan II. Okrutni (švedski: Kristian tyrann), 1. srpnja 1481., Nyborg – 25. siječnja 1559., Kalundborg) bio je Kralj Danske i Norveške (1513. – 1523.), te Švedske (1520. – 1523.

## Životopis
Kristijan II. bio je sin danskog i norveškog kralja Hansa od Danske. Nakon osvajanja Švedske 1520. god., dao je pogubiti više od 80 švedskih plemića (tzv. "stockholmska krvava kupka") i zaradio je nadimak "Okrutni". U Švedskoj je Kristijan II. poznat kao "Kristijan Tiranin". Ustanak pod Gustavom I. Vasom (1521.) prisilio ga je na bijeg iz Švedske.
God. 1523. lišen je i danskog prijestolja i biva prognan. Na dansko i norveško prijestolje doveden je njegov stric Fridrik I. Prilikom pokušaja ponovnog osvajanja prijestolja (tzv. grofov rat, 1532. – 1536.) zarobljen je i doživotno zatvoren.

## Poveznice
- Povijest Danske
- Popis danskih vladara

| Prethodnik:    | danski kralj (1513. – 1523.) | Nasljednik: |
| Hans od Danske | danski kralj (1513. – 1523.) | Fridrik I.  |

| Prethodnik:    | norveški kralj (1513. – 1523.) | Nasljednik: |
| Hans od Danske | norveški kralj (1513. – 1523.) | Fridrik I.  |

| Prethodnik:      | švedski kralj (1520. – 1523.) | Nasljednik:    |
| Sten Sture Mlađi | švedski kralj (1520. – 1523.) | Gustav I. Vasa |